# Mezinárodní letiště Seattle-Tacoma
Mezinárodní letiště Seattle-Tacoma (IATA: SEA, ICAO: KSEA, FAA LID: SEA), anglicky Seattle–Tacoma International Airport, též Letiště Sea-Tac nebo jednoduše Sea-Tac, je letiště v SeaTacu, ve státě Washington. Leží zhruba 2,5 kilometru od mezistátní dálnice Interstate 5 a obsluhuje města Seattle a Tacoma. Letiště je domovem aerolinek Alaska Airlines. Vzlétávají z něj letadla do ostatních letišť v Severní Americe, Evropě i Asii.
„Welcome to Sea-Tac“, hlásá cedule při vjezdu k letišti. Sea-Tac je přezdívka, kterou dali letišti zdejší obyvatelé (Seattle-Tacoma). Vznikla dříve než město SeaTac, ve kterém letiště leží.
V roce 2010 se umístilo na osmnáctém místě mezi letišti v USA s 31,5 miliony přepravených pasažérů. Dále se umístilo 25. v počtu pohybů a 19. v hmotnosti přepraveného nákladu.

## Historie

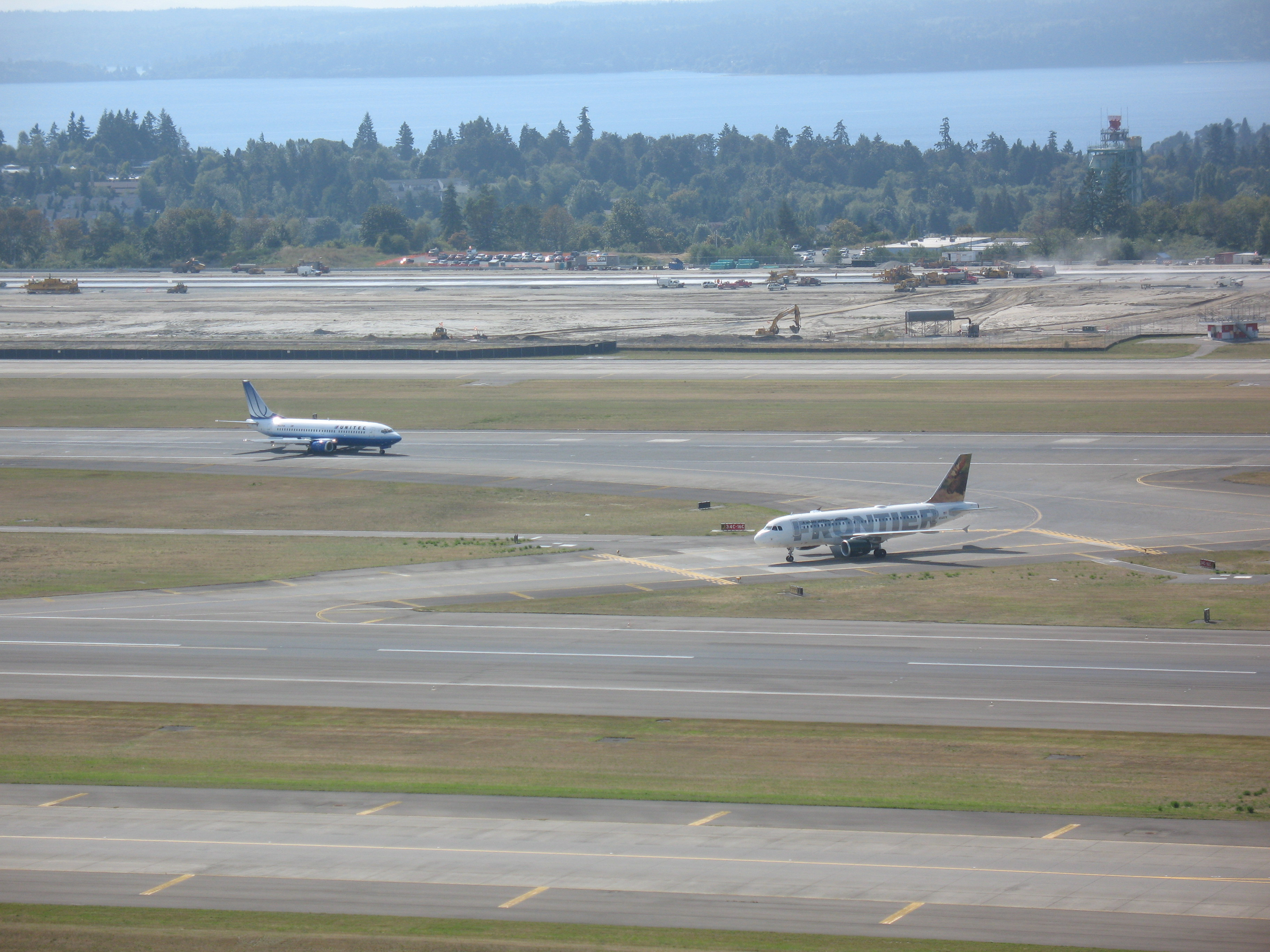
Pohled z řídící věže, třetí ranvej v pozadí ještě ve výstavbě

Letiště bylo postaveno v roce 1944 přístavem Port of Seattle s účelem obsluhovat občany v oblasti Pugetova zálivu poté, co Boeingovo letiště převzala americká armáda pro druhou světovou válku. Přístav dostal dotaci milionu dolarů od federálního leteckého úřadu a sto tisíc dolarů od města Tacoma. Komerční užívání letiště začalo po válce, první plánované lety se uskutečnily v roce 1947. O dva roky později se z letiště stalo mezinárodní letiště, společnost Northwest Airlines totiž začala provozovat lety do Tokia. Ranvej byla prodloužena hned dvakrát; nejprve v roce 1959, aby letiště mohlo být užíváno tryskovými letadly a o dva roky později, aby zvládlo zvýšený provoz při světové výstavě 21. století, která se konala v Seattlu. Nynější terminál byl postaven také v roce 1959. V roce 1966, SAS zavedla první non-stop let mezi letištěm a pevninskou Evropou. Přístav se rozhodl rozšířit letiště významněji až mezi lety 1967 a 1973, kdy byla přidána druhá ranvej, garáž pro auta a další dva terminály.
Velký počet obyvatel okolí letiště obžalovalo přístavní společnost na začátku sedmdesátých let, když si stěžovali na hluk, vibrace, smog a další komplikace zaviněné letištěm. Společně se zastupitelstvem okresu King se přístav dohodl na vykoupení domů v blízkosti (na čem bylo utraceno okolo 100 milionů dolarů) a vystavění zvukové bariéry. V roce 1979 použilo zvukotěsnicí techniky navržené americkým kongresem.
V roce 1978 přestala americká vláda regulovat lety a letiště na území USA, což přidalo více letů, na letiště začaly létat i aerolinky Trans World Airlines, v té době jedny z největších v USA.
Po smrti senátora Henryho M. Jacksona v roce 1983 komise seattleského přístavu navrhla přejmenování letiště na Henry M. Jackson International Airport jako památku na senátora, který pocházel z nedalekého Everettu. Ale proti se postavili obyvatelé Tacomy, kteří požadovali dodržení podmínky, za které město dotovalo 100 tisíc dolarů na výstavbu letiště. Podmínka zní, že název města Tacoma bude navždy obsažen v oficiálním názvu letiště. O rok později nakonec Tacoma souhlasila alespoň se zkráceným, druhým oficiálním názvem Sea-Tac International Airport, což je zkratka zdejší metropolitní oblasti.
Na začátku omsdesátých let dokázala studie letiště a okresu King, že letiště vyčerpá svou kapacitu v roce 2000. Plánovací komise se tak v roce 1992 rozhodla, že postaví třetí ranvej a v některém z okolních okresů vybuduje náhradní letiště. Proti tomu se postavilo mnoho obyvatel žijících v okolí letiště, konkrétně ve městech SeaTac, Des Moines, Burien, Federal Way, Tukwila a Normandy Park. Studie z roku 1994 pak dokázaly, že v okolních okresech není žádné vhodné místo pro letiště. Port of Seattle tedy vypracoval návrh na přidání třetí ranveje v roce 1996 a začal čelit mnoha obžalobám od odpůrců. Přístavní společnosti se povedlo získat různá povolení, protože souhlasila, že ranvej bude zvukotěsná a bude mít minimální dopad na životní prostředí. Odpůrci se pak proti povolením odvolávali, své úsilí ale v roce 2004 vzdali. Ranvej byla otevřena 20. listopadu 2008 s celkovou cenou výstavby 1,1 miliardy dolarů.

### Provoz

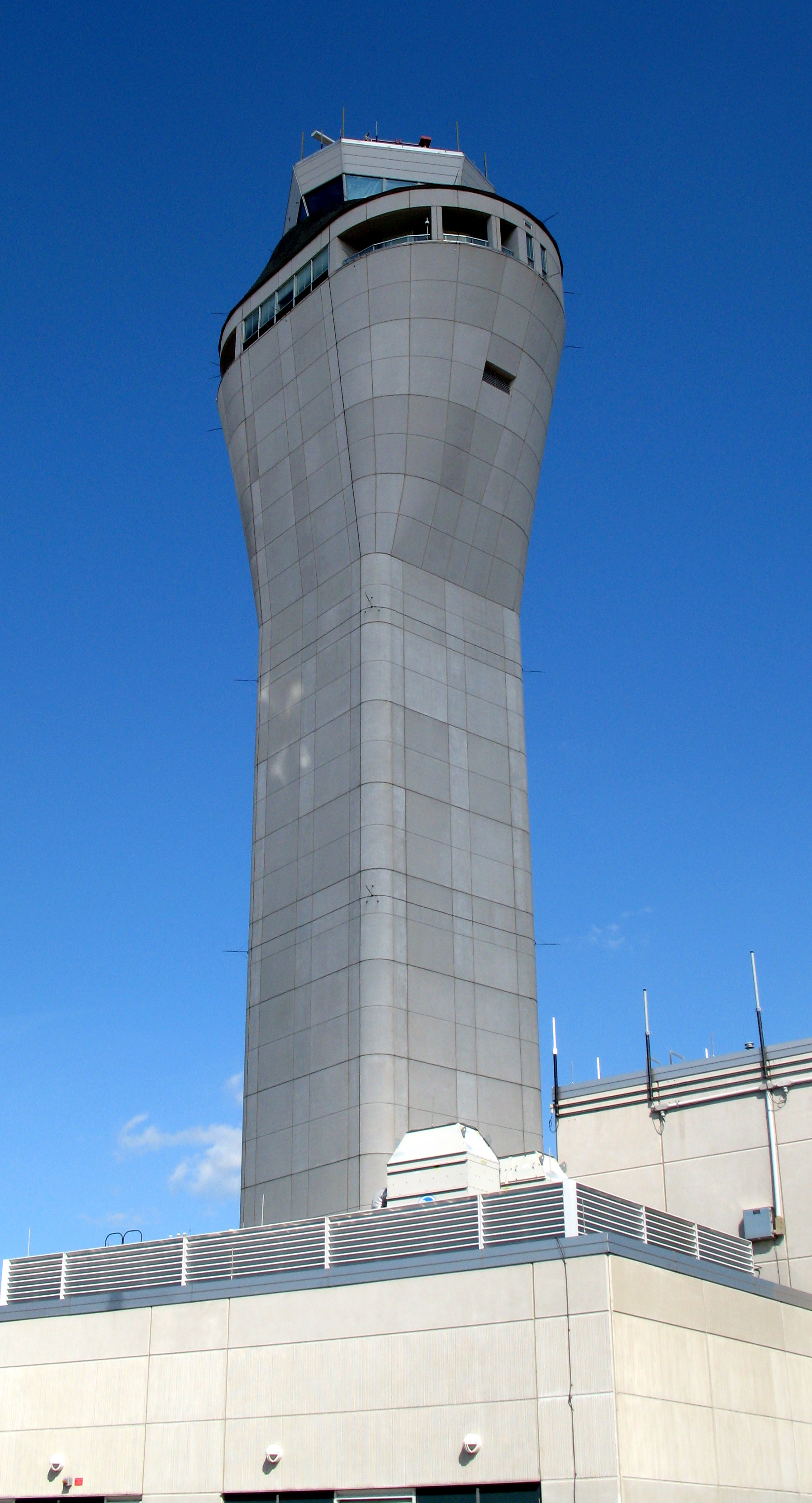
Řídící věž v roce 2007

Na letišti jsou tři ranveje, které jsou téměř svislé, a terminál na východě. Ranveje mají délku mezi 2600 a 3700 metrů. V roce 2008 bylo průměrem 946 letadel denně, z čehož 89 % byly komerční lety, 10 % vzdušné taxi a zbylé jedno procento bylo roztroušeno mezi ostatní typy letecké dopravy.
Nová kontrolní věž byla na letišti postavena mezi lety 2001 a 2004 a stála 26 mil. dolarů. Podlaha kontrolní kabiny je 71 metrů nad zemí, zatímco celková výška věže, i s anténami, je 82 metrů. Prostor 79 metrů čtverečných je přizpůsoben pro deset operátorů s možností expanze na patnáct. Její umístění a metoda stavby byla vybrána aby podporovala viditelnost a účinnost radaru. Původní kontrolní věž z padesátých let je nyní v terminálu a slouží jako pozemní kontrolní věž, poté co byla opravena kvůli poškozením způsobeným nisquallijským zemětřesením v roce 2001.
Opakujícím se problémem na letišti bylo zaměnění nejzápadnější pojezdové dráhy s přistávacím povrchem. Velké „X“ bylo položeno na konec pojezdové dráhy, i tak se zde odehrálo několik incidentů.
V roce 2007 se stala společně s leteckou školou Univerzity v Illinois prvním letištěm používajícím techniku, která sleduje divoký život v okolí letiště po celých 24 hodin. Tento program byl vytvořen proto aby se zabránilo nebezpečným srážkám ptáků s letadly. Pokud se prokáže, že je prospěšný, brzy bude nainstalován na všechna letiště v USA.

### Možné nové spoje
Prezident společnosti Port of Seattle John Creighton řekl, že se snaží zajistit pravidelný spoj mezi Seattlem a Šanghají. Poté, co Spojené státy podepsaly s Evropskou unii „dohodu o otevřené obloze“, do Seattlu chtějí také létat aerolinky Aer Lingus a bmi z Britských ostrovů.
Po zakoupení patnácti nových Boenigů 787-9 společnost Virgin Atlantic také uvažovala o zavedení letu do Seattlu.
Společnost Virgin Australia také uvažuje o Seattlu jako o jednom z letišť, kam by mohla létat její letadla z domovského letiště v Sydney.
O Seattlu jako nové destinaci uvažuje i společnost Emirates. Stejně tak i All Nippon Airways, které chtějí Seattle spojit s japonskou Nagojou.

### Kontroverze Southwest Airlines
Kvůli zvýšeným přistávacím cenám a podobně pohrozily v roce 2005 aerolinky Southwest Airlines přestěhováním na Boeingovo letiště, který se navíc nachází blíže k centru Seattlu. Nicméně tento plán ztroskotal kvůli nízké kapacitě tohoto letiště, který má pouze jednu velkou a jednu malou ranvej, kterou využívají pouze soukromá letadla. Letiště by tedy muselo být upraveno, což prý Southwest Airlines chtěly zaplatit. Další problém se vyskytl v dopravní infrastruktuře mimo letiště, okolní silnice a dálnice nebyly postavené aby vydržely velký nápor, který by vznikl, kdyby na Boeingovo letiště přistávaly komerční lety. Poté, co vyšlo najevo, že aerolinky nejsou schopné připravit vhodné podmínky, se starosta okresu King Ron Sims rozhodl, že projekt zruší. Kromě toho panovaly obavy, že pokud se jakákoli aerolinka přestěhuje na Boeingovo letiště, tak letiště Sea-Tac poplatky ještě zvýší.

### Nehody a incidenty
- 30. listopadu 1947 – Alaska Airlines, let 009, Douglas C-54 Skymaster na cestě z Anchorage do Seattlu přistál v mlze po zmařených pokusech o přistání v Everettu a na Boeingovo letiště. Dosedl až 838 metrů za ranvejí 20 a spadl na silnici. Naboural do automobilu a začal hořet, což vyústilo v devět úmrtí, včetně jedné ženy v autě.
- 2. dubna 1956 – Let Northwest Orient Airlines 2, Boeing 377 Stratocruiser, který směřoval do Portlandu zažil extrémní třesení kvůli špatnému nastavení klapky krytu. Původní plány chtěly letadlo přistát na McChordově letecké základně, pilot ale musel přistát do vody Pugetova zálivu nedaleko Mauryho ostrova. Potopilo se za patnáct minut, pět z osmatřiceti lidí na palubě zemřelo.
- 24. listopadu 1971 – Northwest Airlines, let 305, Boeing 727, který letěl do Seattlu z Portlandu, byl unesen D. B. Cooperem, který na letišti vyměnil pasažéry za 200 tisíc dolarů a 4 padáky, přiměl letadlo opět vzlétnout a vyskočil nad jihozápadním Washingtonem s penězi. Od té doby ho nikdo neviděl.
- 15. dubna 1988 – Horizon Air, let 2658, Bombardier Dash 8, který odletěl do Spokanu ztratil motor č. 2 krátce po vzlétnutí. Když se piloti rozhodli vrátit do Sea-Tacu, motor začal hořet a letadlo ztratilo kontrolu nad brzdami. Po dosednutí vybočilo z kurzu a nabouralo do dvou tryskáčů a zastavilo se u třetího. Letadlo bylo zničeno následným požárem a také dopadem na zem. Čtyři lidé byli těžce zranění, všichni přežili.
- 23. května 1990 – Horizon Air, let 2300, Fairchild Metro III z Portlandu přistálo za pohotovostních podmínek, protože ve výšce 4 300 metrů přišlo o okno při průletu nad Olympií. Pasažér Gare Sears byl málem vtáhnut do prostoru, protože byl připoután, dostala se tam jen hlava a jedno rameno. Nakonec měl pouze pár odřenin od prasklého skla, jinak zcela nezraněný.
- 28. února 2001 – Nisquallijské zemětřesení 2001 poškodilo kontrolní věž. Nová, seizmicky odolná věž byla ve výstavbě a otevřena až v roce 2004. Postavena musela být dočasná věž.
- 26. prosince 2005 – Alaska Airlines, let 536, McDonnell Douglas MD-80 do Burbanku ztratil tlak v kabině a musel se vrátit na letiště Sea-Tac. Incident se obešel bez zranění i úmrtí. Muž, který přivážel k letadlu zavazadla prý nestihl včas oznámit, že svým vozidlem do letadla naboural, což vytvořilo v určité výšce 30centimetrový šrám.
- Únor 2009 – na několik letadel, která v noci přistávala na letišti, někdo mířil laserem. Ačkoli nedošlo k nehodám, incident vyšetřovala i FBI.
- 29. dubna 2009 – Asiana Airlines, let 271, Boeing 777 do Soulu musel pohotovostně přistát krátce po vzlétnutí, protože mu začal hořet motor. Než letadlo přistálo, zbavilo se všeho paliva nad Pugetovým zálivem. Příčinou bylo přetažení kompresoru. Místní obyvatelé vyjádřili obavy o životním prostředí na washingtonské ministerstvo ekologie kvůli vylití paliva do moře. Ministerstvo je ale ujistilo, že se palivo vypařilo dříve, než se dostalo do vody a zbytky, které dopadly na povrch prý nejsou škodlivé.
- 22. listopadu 2010 – China Airlines, let 5391, nákladní Boeing 747-400 sklouzl při přistání z ranveje kvůli špatné viditelnosti, sněhu a ledu na ranveji. Letadlo letělo z New York City a mělo přistát o 30 metrů dále, než je obvyklé. Nikdo nakonec nebyl zraněn a letadlo bylo odtaženo do nákladního terminálu. Kvůli incidentu musela být některá ostatní letadla odkloněna.

## Terminály, aerolinky a cílová letiště

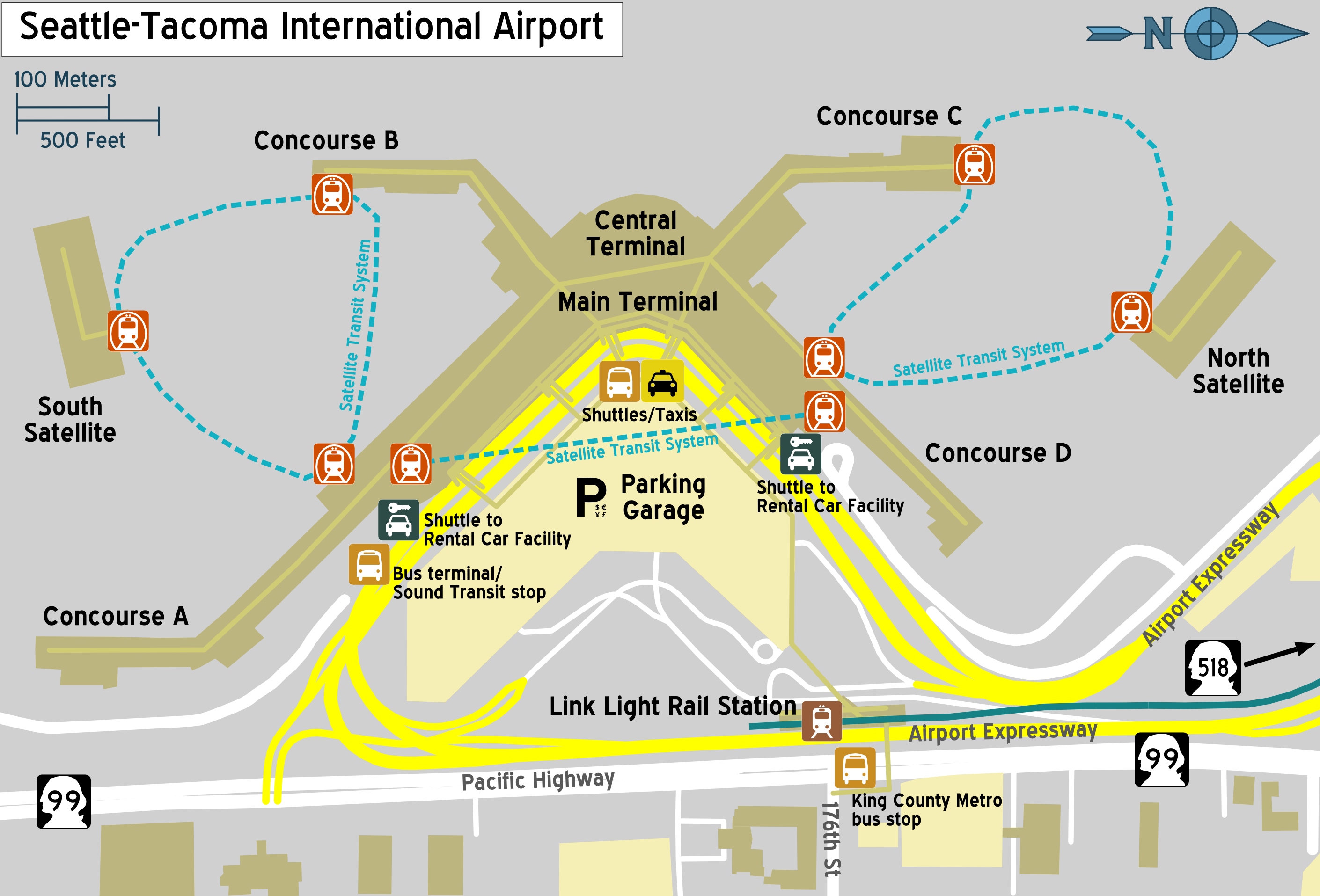
Mapa terminálů

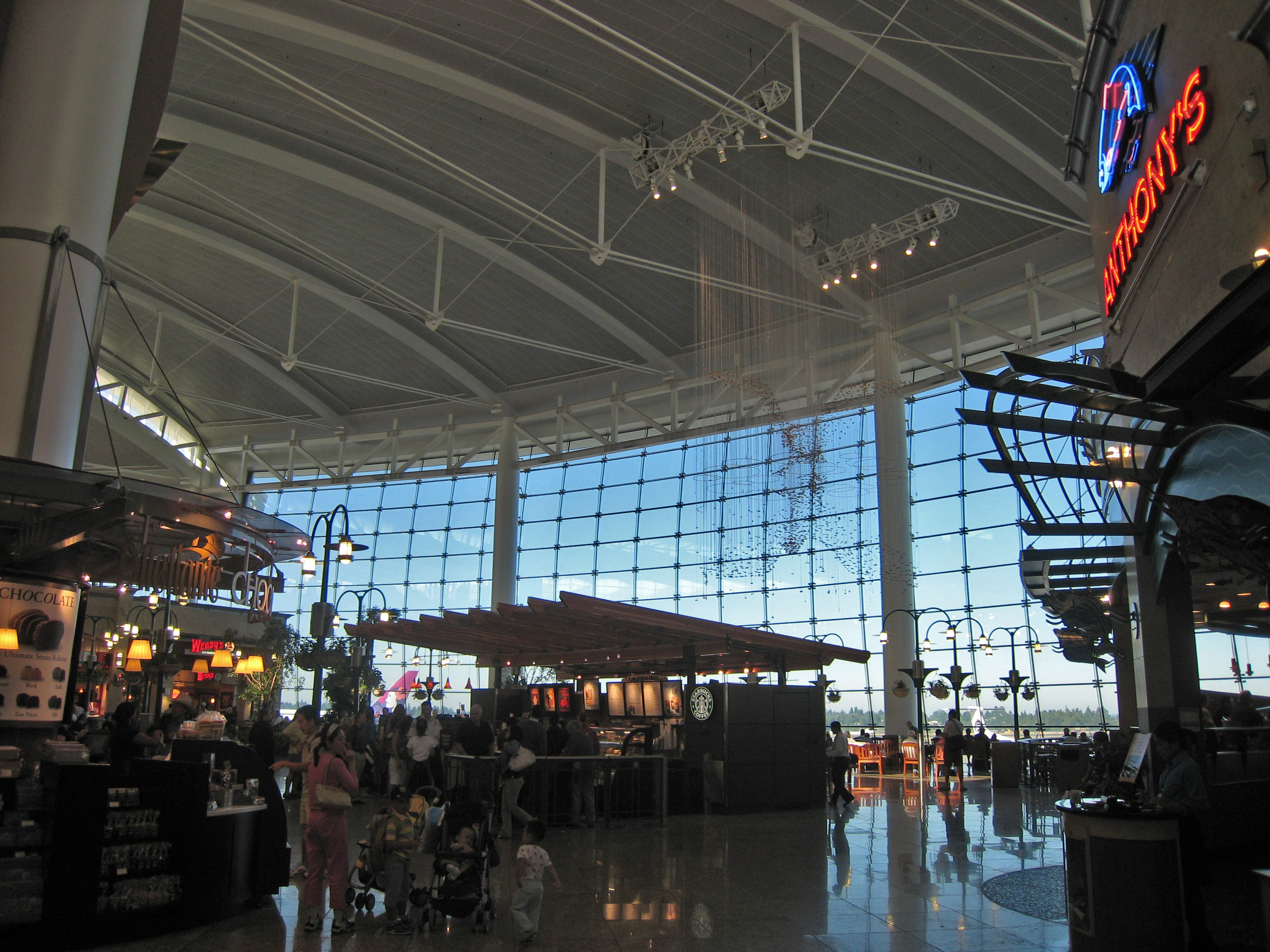
Hlavní terminál letiště

Letiště má hlavní Centrální terminál, který byl postaven architektem Curtisem Fentressem se čtyřmi halami (A–D) a dvěma satelitními terminály (sever, jih). Satelitní terminály jsou s centrálním spojeny podzemním systémem Satellite Transit System od firmy Bombardier.
Letiště obsluhují následující společnosti na těchto linkách (aktualizováno 18. května 2024).
| Letecká společnost   | Destinace               | Destinace |
| -------------------- | ----------------------- | --- |
| Aer Lingus           | Irsko                   | Dublin |
| Aeroméxico           | Mexiko                  | Ciudad de México |
| Air Canada           | Kanada                  | Montréal · Toronto · Vancouver |
| Air France           | Francie                 | Paříž-Charlese de Gaulla |
| Air Tahiti Nui       | Francie                 | Paříž-Charlese de Gaulla |
| Air Tahiti Nui       | Tahiti                  | Papeete |
| Alaska Airlines      | Bahamy                  | Sezónně: Nassau |
| Alaska Airlines      | Belize                  | Sezónně: Belize City |
| Alaska Airlines      | Francie                 | Paříž-Charlese de Gaulla |
| Alaska Airlines      | Kanada                  | Calgary · Edmonton · Toronto · Vancouver · Victoria \| sezónně: Kelowna |
| Alaska Airlines      | Mexiko                  | Cancún · Puerto Vallarta · San Jose Cabo |
| Alaska Airlines      | USA                     | Albuquerque · Anchorage · Atlanta · Austin · Baltimore · Bellingham · Billings · Boise · Boston · Bozeman · Burbank · Cincinnati · Cleveland · Columbus · Dallas/Fort Worth · Denver · Detroit · El Paso · Eugene · Fairbanks · Filadelfie · Fort Lauderdale · Fort Myers · Fresno · Great Falls · Hayden · Helena · Honolulu · Houston · Charleston · Chicago · Idaho Falls · Indianapolis · Jackson · Juneau · Kahului · Kailua-Kona · Kalispell · Kansas City · Kauai · Ketchikan · Las Vegas · Los Angeles · Medford · Miami · Minneapolis · Milwaukee · Missoula · Monterey · Nashville · New Orleans · New York-JFK · New York-Newark · Oakland · Oklahoma City · Omaha · Ontario · Orlando · Palm Springs · Pasco · Phoenix · Pittsbrugh · Portland · Pullman · Raleigh/Durham · Redding · Redmond · Reno · Sacramento · Saint Louis · Salt Lake City · San Antonio · San Diego · San Francisco · San Jose · San Luis Obispo · Santa Ana · Santa Barbara · Santa Rosa · Spokane · Sun Valley · Tampa · Tucson · Walla Walla · Wasington-Dulles · Washington-National · Wenatchee · Wichita · Yakima \| sezónně: Sitka |
| All Nippon Airways   | Japonsko                | Tokio-Haneda |
| American Airlines    | USA                     | Dallas/Fort Worth · Filadelfie · Charlotte · Chicago · Los Angeles · Miami · Phoenix |
| Asiana Airlines      | Jižní Korea             | Soul |
| British Airways      | Spojené království      | Londýn-Heathrow |
| Condor               | Německo                 | Frankfurt |
| Delta                | Čína                    | Šanghaj |
| Delta                | Japonsko                | Tokio-Haneda |
| Delta                | Jižní Korea             | Soul |
| Delta                | Kanada                  | Vancouver |
| Delta                | Mexiko                  | Cancún · Puerto Vallarta · San Jose Cabo |
| Delta                | Nizozemsko              | Amsterdam |
| Delta                | Spojené království      | Londýn-Heathrow |
| Delta                | Tchaj-wan               | Tchaj-pej (od 6. června 2024) |
| Delta                | USA                     | Anchorage · Atlanta · Austin · Boise · Boston · Cincinnati · Dallas/Fort Worth · Denver · Detroit · Eugene · Fairbanks · Fort Lauderdale · Honolulu · Chicago · Juneau · Kailua-Kona · Kahului · Kansas City · Kauai · Ketchikan · Las Vegas · Lewiston · Los Angeles · Medford · Miami · Minneapolis · Nashville · New York-JFK · Ontario · Orlando · Palm Springs · Pasco · Phoenix · Portland · Raleigh/Durham · Redmond · Sacramento · Salt Lake City · San Diego · San Francisco · San Jose · Santa Ana · Spokane · Tampa · Tucson · Washington-Dulles \| sezónně: Sitka |
| Emirates             | Spojené arabské emiráty | Dubaj |
| EVA Air              | Tchaj-wan               | Tchaj-pej |
| Finnair              | Finsko                  | Sezónně: Helsinky |
| Frontier Airlines    | USA                     | Dallas/Fort Worth (od 14. června 2024) · Denver · Las Vegas · Ontario · Phoenix |
| Hainan Airlines      | Čína                    | Peking |
| Hawaiian Airlines    | USA                     | Honolulu · Kahului |
| China Airlines       | Tchaj-wan               | Tchaj-pej |
| Icelandair           | Island                  | Reykjavík |
| Japan Airlines       | Japonsko                | Tokio-Narita |
| JetBlue              | USA                     | Boston · New York-JFK |
| Korean Air           | Jižní Korea             | Soul |
| Lufthansa            | Německo                 | Frankfurt · Mnichov |
| Qatar Airways        | Katar                   | Dauhá |
| Singapore Airlines   | Singapur                | Singapur |
| Southwest Airlines   | USA                     | Denver · Las Vegas · Oakland · Phoenix · Sacramento · San Jose \| sezónně: Baltimore · Kansas City · Nashville · Saint Louis |
| Spirit Airlines      | USA                     | Las Vegas · Los Angeles (od 10. července 2024) |
| Starlux Airlines     | Tchaj-wan               | Tchaj-pej (od 17. srpna 2024) |
| Sun Country Airlines | USA                     | Minneapolis |
| Turkish Airlines     | Turecko                 | Istanbul |
| United Airlines      | USA                     | Denver · Houston · Chicago · Los Angeles · New York-Newark · San Francisco · Washington-Dulles |
| Virgin Atlantic      | Spojené království      | Londýn-Heathrow |
| Volaris              | Mexiko                  | Guadalajara |
| WestJet              | Kanada                  | Calgary · Chicago-Midway · Edmonton |

### Nákladní společnosti
- ABX Air
- Alaska Air Cargo
- Asiana Cargo
- Cargolux
- China Airlines Cargo
- El Al Cargo
- Eva Air Cargo
- Evergreen International Airlines
- FedEx
- Korean Air Cargo
- Lufthansa Cargo
- Martinair Cargo

### Statistiky
| Pořadí | Letiště              | Pasažérů | Přepravci                               |
| ------ | -------------------- | -------- | --------------------------------------- |
| 1      | Los Angeles          | 749 000  | Alaska, Horizon, United, Virgin America |
| 2      | Denver               | 726 000  | Alaska, Frontier, Southwest, United     |
| 3      | San Francisco        | 702 000  | Alaska, United, Virgin America          |
| 4      | Anchorage            | 679 000  | Alaska, Continental                     |
| 5      | Chicago-O'Hare       | 641 000  | Alaska, American, United                |
| 6      | Phoenix              | 583 000  | Alaska, Southwest, US Airways           |
| 7      | Las Vegas            | 551 000  | Alaska, Southwest, US Airways           |
| 8      | Minneapolis/St. Paul | 511 000  | Alaska, Delta, Sun Country              |
| 9      | Dallas/Fort Worth    | 498,000  | Alaska, American                        |
| 10     | Atlanta              | 479 000  | AirTran, Alaska, Delta                  |

| Pořadí | Letiště   | Pasažérů | Přepravci          |
| ------ | --------- | -------- | ------------------ |
| 1      | Vancouver | 377,991  | Horizon, Jazz      |
| 2      | Tokio     | 342,891  | Delta, United      |
| 3      | Seoul     | 222,825  | Asiana, Korean Air |
| 4      | Amsterdam | 204,185  | Delta              |
| 5      | Victoria  | 169,863  | Horizon            |
| 6      | Londýn    | 165,905  | British Airways    |
| 7      | Calgary   | 147,448  | Horizon, Jazz      |
| 8      | Tchaj-pej | 140,339  | EVA Air            |
| 9      | Frankfurt | 130,622  | Condor, Lufthansa  |
| 10     | Paříž     | 117,747  | Air France         |

## Přístup k letišti a pozemní doprava
Seattlské linky rychlodrážních tramvají Central Link a South Link mají konečnou na zdejší zastávce SeaTac/Airport Station, která byla otevřena v prosinci 2009 a spojuje letiště s centrem města.

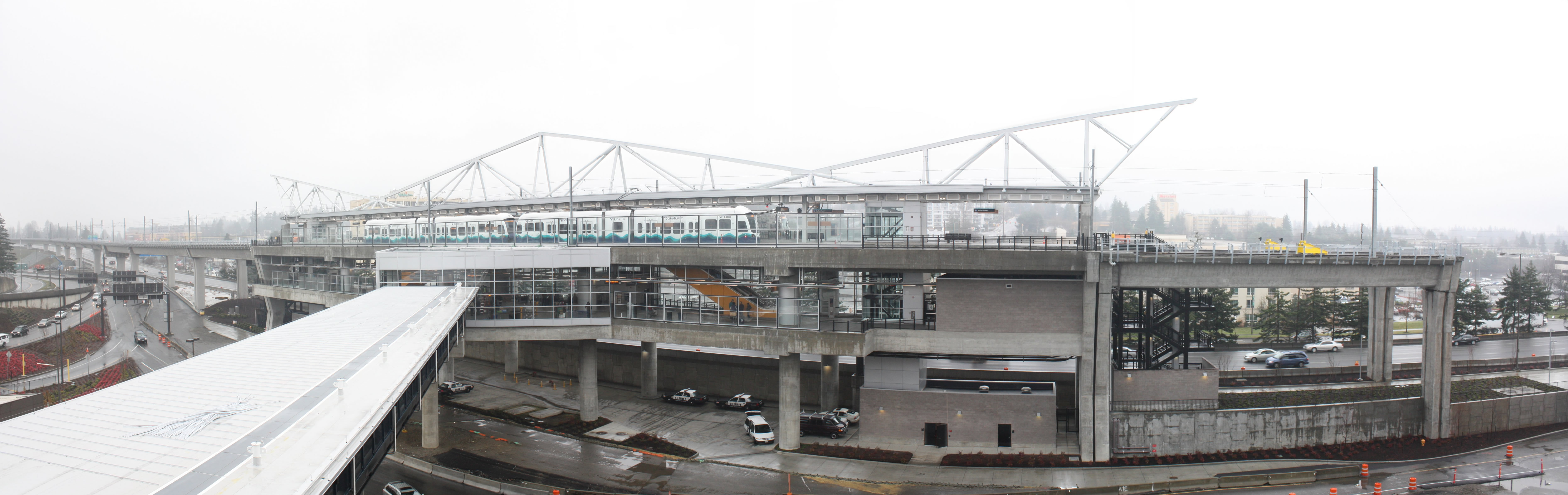
Zastávka rychlodrážních tramvají Link Light Rail

Na letišti se také objevují autobusy okresní hromadné dopravy King County Metro i expresní autobusy společnosti Sound Transit. Dostupné jsou také taxíky a půjčovny aut. Všechny zastávky hromadné dopravy jsou umístěny na konci výdeje zavazadel u dveří č. 00. Taxíky mají svá stanoviště na třetím patře parkovací garáže v pozemním dopravním centru. Yellow Cab, organizace taxikářů v Seattlu a Tacomě, i STILA, která v těchto městech půjčuje limuzíny, mají se společností Port of Seattle exkluzivní kontrakt na přepravu z letiště. V polovině devadesátých let bylo zrušeno parkování na prvních třicet minut zdarma.
Možným spojem je také autobusové spojení s kanadským Vancouverem, které také zastavuje v centru Seattlu, na bellinghamském letišti i na vancouverském letišti.

## Plánovaný vývoj
V roce 2012 se má otevřít nová půjčovna aut s místem až pro 5400 vozů. Uvolní také 3 200 míst pro auta v nynější parkovací budově.
Jižní terminál letiště již dosáhl své kapacity co se týče odbavování pasažérů na mezinárodní lety, konkrétně kontrolování imigračních papírů a celního odbavování. Jelikož počet pasažérů stále přibývá, plánuje se velké rozšíření, jehož částí bude přidání dvou prostorů pro odbavování zavazadel a zvýšení počtu inspekčních kiosků z 20 na 30. Možná existují rovněž plány o postavení můstku nebo tunelu do hlavního terminálu, konkrétně haly A, kde by měl být vystaven nový prostor pro mezinárodní cestující.